# Aparecida de Goiânia
| Aparecida de Goiânia            | Aparecida de Goiânia              |
| ------------------------------- | --------------------------------- |
|                                 |                                   |
| Wappen                          | Flagge                            |
| Wappen von Aparecida de Goiânia | Flagge von Aparecida de Goiânia   |
| Karte                           |                                   |
|                                 |                                   |
| Basisdaten                      |                                   |
| Staat:                          | Brasilien (BRA)                   |
| Verwaltungsgliederung:          | Mittelwesten                      |
| Bundesstaat:                    | Goiás (GO)                        |
| Mesoregion:                     | Zentral-Goiás                     |
| Mikroregion:                    | Goiânia                           |
| Geografische Lage:              | 16° 49′ S, 49° 15′ W              |
| Distanz zu Goiânia:             | 21 km                             |
| Zeitzone:                       | UTC−3 Sommer: UTC−2               |
| Höhe:                           | 808 m                             |
| Fläche:                         | 288,465 km²                       |
| Einwohner:                      | 455.735                           |
| Bevölkerungsdichte:             | 1.579,9 Einwohner / km²           |
| Telefonvorwahl:                 | +5562                             |
| Postleitzahl (CEP):             | 76310-000                         |
| Adresse der Stadtverwaltung:    |                                   |
| Offizielle Website:             |                                   |
| E-Mail-Adresse:                 |                                   |
| Jahrestag:                      | 14. November                      |
| Gemeindegründung:               | 1963                              |
| Politik                         |                                   |
| Bürgermeister:                  | Maguito Vilela, PMDB, (2009–2012) |
| Vize-Bürgermeister:             |                                   |

Aparecida de Goiânia, amtlich Município de Aparecida de Goiânia, ist eine brasilianische politische Gemeinde und zweitgrößte Stadt im Bundesstaat Goiás in der Mesoregion Zentral-Goiás und in der Mikroregion Goiânia. Sie liegt südwestlich der brasilianischen Hauptstadt Brasília und 21 km südlich von Goiânia, der Hauptstadt des Bundesstaates.

Die Gemeinde gehört zur Metropolregion Goiânia.

## Geographische Lage
Aparecida de Goiânia grenzt
- im Norden an Goiânia
- im Osten an Bela Vista de Goiás und Senador Canedo
- im Süden an Hidrolândia
- im Westen an Aragoiânia und Abadia de Goiás

Durch die Stadt verläuft die Bundesstraße BR-153 (Goiânia-São Paulo) und der Fluss Meia Ponte.

## Söhne und Töchter
- José Carlos de Oliveira (* 1931), Ordensgeistlicher und Altbischof von Rubiataba-Mozarlândia
- Adriano Magrão (* 1981), Fußballspieler